# Abioncillo de Calatañazor
Abioncillo de Calatañazor es una localidad  y también una entidad local menor españolas de la provincia de Soria, partido judicial de Soria, Comunidad Autónoma de Castilla y León, España. Pueblo de la comarca de Tierras del Burgo que pertenece al municipio de Calatañazor.
Desde el punto de vista jerárquico de la Iglesia católica forma parte de la Diócesis de Osma la cual, a su vez, pertenece a la archidiócesis de Burgos.

## Abioncillo Pueblo-Escuela
Abioncillo también es un proyecto educativo y de ocio y tiempo libre pionero en España que buscó, y consiguió, la rehabilitación de un pueblo semi deshabitado: Abioncillo de Calatañazor. El objetivo fue lograr que se convirtiera en un punto de encuentro de niños/as y jóvenes. Actualmente, en los diferentes espacios se puede encontrar el mejor escenario de aprendizaje para una experiencia educativa dinámica en un entorno natural privilegiado.
El proyecto educativo que se creó 1983, puso en práctica una metodología que pretendía complementar la enseñanza reglada, desde un punto de vista científico y humanístico, dando importancia a los elementos prácticos, a veces ausentes en el aula, de una manera activa, participativa e interdisciplinar. De esta forma, se podía abarcar la mayor parte de las etapas educativas y muchas de las áreas del conocimiento de la enseñanza formal e incluso llegar a aprendizajes que únicamente podemos obtener a través de la experiencia práctica.
A lo largo de estos 40 años de vida del proyecto, han podido disfrutar en Abioncillo más de 80.000 jóvenes de varias nacionalidades. Actualmente, la empresa Abioncillo SL ha tomado el relevo generacional y presenta una propuesta de actividades novedosas junto con los talleres ya tradicionales del pueblo escuela.

## Geografía
En la comarca de Tierras del Burgo, que ocupa la parte central de la provincia a orillas del río Abión, en las estribaciones de la sierra de Cabrejas al sur de la cordillera Ibérica. Lo más característico de esta zona es el bosque de sabina albar (Juniperus thurifera) más extenso y mejor conservado del planeta.
Abioncillo se encuentra en la zona de influencia socioeconómica de los Sabinares de la Sierra de Cabrejas (Lugar de Interés Comunitario) y muy próximo a dos espacios protegidos de gran interés: el nacimiento del río Abión en La Fuentona (monumento natural) y el Sabinar de Calatañazor (reserva natural).
En la Cañada Real Soriana Occidental, que con un recorrido de 207 km comunica La Rioja (España) con  Olivenza en la provincia de Badajoz.
El clima en Abioncillo de Calatañazor es de tipo mediterráneo continentalizado, siendo este último apartado muy notorio en las oscilaciones térmicas diarias, a veces de hasta 30 grados. Se caracteriza por inviernos fríos y rigurosos y por veranos suaves, no muy por encima de 30 grados. 

## Historia
Entre Calatañazor y Abioncillo se encuentra el denominado Valle de la Sangre donde se localiza la legendaria derrota de Almanzor en el 1002.
El Censo de Pecheros de 1528, en el que no se contaban eclesiásticos, hidalgos y nobles, registraba la existencia 8 pecheros, es decir unidades familiares que pagaban impuestos.  En el documento original figura como Avioncillo, formando parte de la Comunidad de villa y tierra de Calatañazor.
En el censo de 1787, ordenado por el Conde de Floridablanca,  figuraba como lugar del Partido de Calatañazor en la Intendencia de Soria, con jurisdicción de realengo y bajo la autoridad del Alcalde Pedáneo nombrado por el Duque de Medinaceli.
Sebastián Miñano  lo describe a principios del siglo XIX como lugar de señorío en el partido de Calatañazor, obispado de Osma, con  Alcalde Pedáneo, 19 vecinos, 62 habitantes, una parroquia católica situada en el Arciprestazgo de Cabrejas.
A la caída del Antiguo Régimen la localidad se constituye en municipio constitucional en la región de Castilla la Vieja, partido de Almazán, denominado entonces Abioncillo, que en el censo de 1842 contaba con 16 hogares y 67 vecinos, para posteriormente integrarse en Calatañazor.

## Demografía
Abioncillo de Calatañazor contaba a 1 de enero de 2024 con una población de 7 habitantes, 4 hombres y 3 mujeres.
| Gráfica de evolución demográfica de Abioncillo de Calatañazor entre 2000 y 2024                  |
|                                                                                                  |
| Población de derecho (2000-2024) según los censos de población del INE a 1 de enero de cada año. |

## Monumentos y lugares de interés
- Iglesia parroquial católica de San Miguel Arcángel, con sendas campanas que datan de los años 1768 y 1842[12] Su techumbre cedió en el año 2011 y sus retablos y objetos religiosos fueron retirados.
- Iglesia de San Miguel, primitiva iglesia del lugar, románica y en ruinas.

## Habitantes notorios

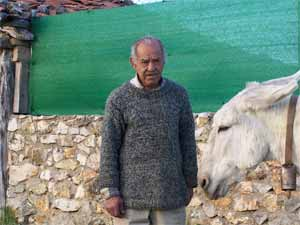
Pablo Verde

Pablo Verde Verde fue uno de los últimos habitantes y más conocidos, por su gran facilidad de relacionarse.